# شورای منطقه‌ای زولون
شورای منطقه‌ای زولون (انگلیسی: Zevulun Regional Council، عبری: מועצה אזורית זבולון‎، ت. «Mo'atza Azorit Zvulun») یک شورای منطقه‌ای در ناحیه حیفا اسرائیل است. این شورا در سال ۱۹۵۰ تأسیس شد و در سال ۲۰۰۶ دارای ۱۰۹۰۰ نفر جمعیت بود.
این شورا از شمال با شورای منطقه‌ای ماته آشر، از شرق با شورای منطقه‌ای دره جزریل و شفا عمرو، از جنوب با پارک ملی حفاظتگاه طبیعی کارمل و کیریات تیووم و از غرب با کرایوت همسایه است.